# Zsáka
Zsáka là một làng thuộc hạt Hajdú-Bihar, Hungary. Làng này có diện tích 78,81 km², dân số năm 2010 là 1604 người, mật độ 20 người/km².